# Minor Threat
A Minor Threat 1980–1983 között aktív amerikai hardcorepunk-együttes. Első és egyetlen nagylemezük 1983-ban jelent meg; ezeken kívül három középlemezt és két válogatáslemezt jelentettek meg. Rövid fennállásuk ellenére a hardcore punk egyik meghatározó együtteseként tartják őket számon.

## Diszkográfia
- First Demo Tape (demo, 1981)
- Minor Threat (EP, 1981)
- In My Eyes (EP, 1981)
- Out of Step (album, 1983)
- Minor Threat (válogatás, 1984)
- Salad Days (EP, 1985)
- Complete Discography (válogatás, 1989)